# Środa (film)
Środa (oryg. A Wednesday!) – bollywoodzki thriller z 2008 roku w reżyserii debiutanta Neeraja Pandeya. W rolach głównych wystąpili Anupam Kher i Naseeruddin Shah. 
Film pokazujący zorganizowaną akcję terrorystyczną oraz przeciwdziałanie jej przez policję jest protestem zarówno przeciwko terroryzmowi muzułmańskiemu w Indiach, jak i przeciwko utożsamianiu z nim muzułmanów indyjskich.

## Fabuła
Odchodzący na emeryturę szef policji mumbajskiej Prakash Rathod (Anupam Kher) wspomina najdziwniejszą ze spraw, które prowadził. Niezapisaną w żadnych aktach historię pewnego ataku terrorystycznego. Nieznany mężczyzna (Naseeruddin Shah) zawiadomił go telefonicznie, że podłożywszy w kilku miejscach bomby żąda uwolnienia z więzienia czterech terrorystów muzułmańskich odpowiedzialnych za zamachy w Mumbaju 1993 2006 i w Gudżaracie 2002. Cała policja zostaje postawiona na nogi, ale szantażysta okazuje się nieuchwytny. Nie chcąc dopuścić do śmierci setek osób Prakash Rashod spełnia jego żądania. Na umówione miejsce dwóch najbardziej lojalnych oficerów: Jai Singh (Arif Khan) i Arif Khan (Jimmy Shergill) przywozi czterech niebezpiecznych terrorystów. Jednak chwilę potem szantażysta zaskakuje wszystkich.

## Obsada
- Anupam Kher ... Prakash Rathod
- Naseeruddin Shah ... The Common Man/The Anonymous Caller
- Deepal Shaw ... Naina Roy
- Jimmy Shergill ... Arif Khan
- Aamir Bashir ... Jai Singh
- K. P. Mukherjee ... Ibrahim Khan
- Rohitash Gaur ... Ikhlaque Ahmed
- Vijay Bhatia ... Mohd. Zaheer
- Mukesh Bhatt ... Khurshid Lala

## Nagrody i nominacje

### Star Screen Awards
- Star Screen Award za Najlepszy Film – Ronnie Screwvala, Shital Bhatia, Anjum Rizvi
- Star Screen Award dla Najlepszego Reżysera – Neeraj Pandey
- Star Screen Award dla Najlepszego Aktora – Naseeruddin Shah
- Star Screen Award dla Najlepszego Aktora Drugoplanowego – Anupam Kher
- Star Screen Award dla Najlepszego Aktora Drugoplanowego – Jimmy Shergill
- Star Screen Award za Najlepszą Muzykę – Sanjoy Chowdhury
- Star Screen Award za Najlepszy Scenariusz – Neeraj Pandey
- Star Screen Award za Najlepsze Dialogi – Neeraj Pandey
- Star Screen Award za Najlepszy Montaż – Shree Narayan Singh
- Najbardziej obiecujący debiut reżysera – Neeraj Pandey

### Filmfare Awards
- Nagroda Filmfare dla Najlepszego Reżysera – Neeraj Pandey
- Nagroda Filmfare dla Najlepszego Aktora – Naseeruddin Shah

### Asia Pacific Screen Awards
- nominacja 2009 Asia Pacific Screen Awards w Queensland Australia[1]